# Knut Steen

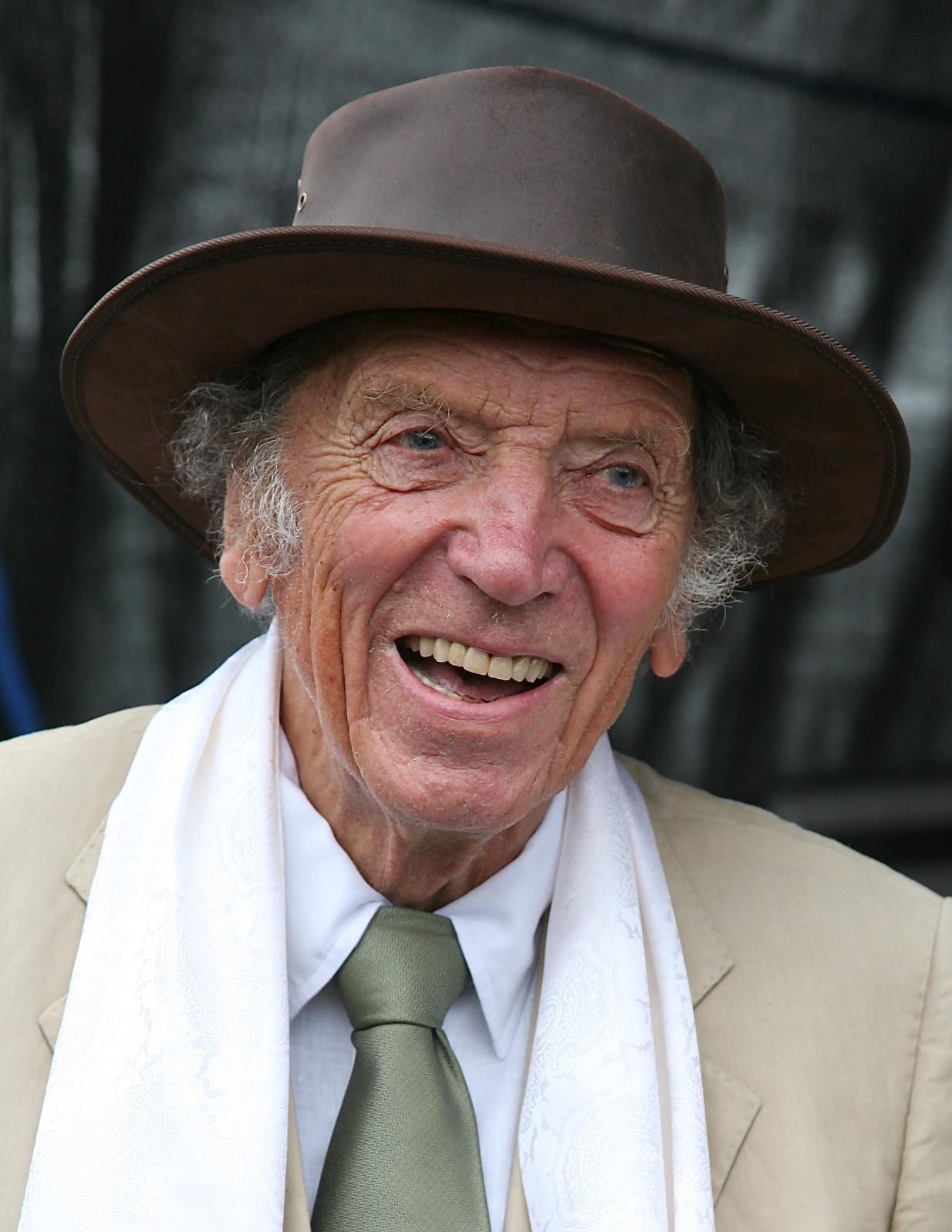
Knut Steen (2007)

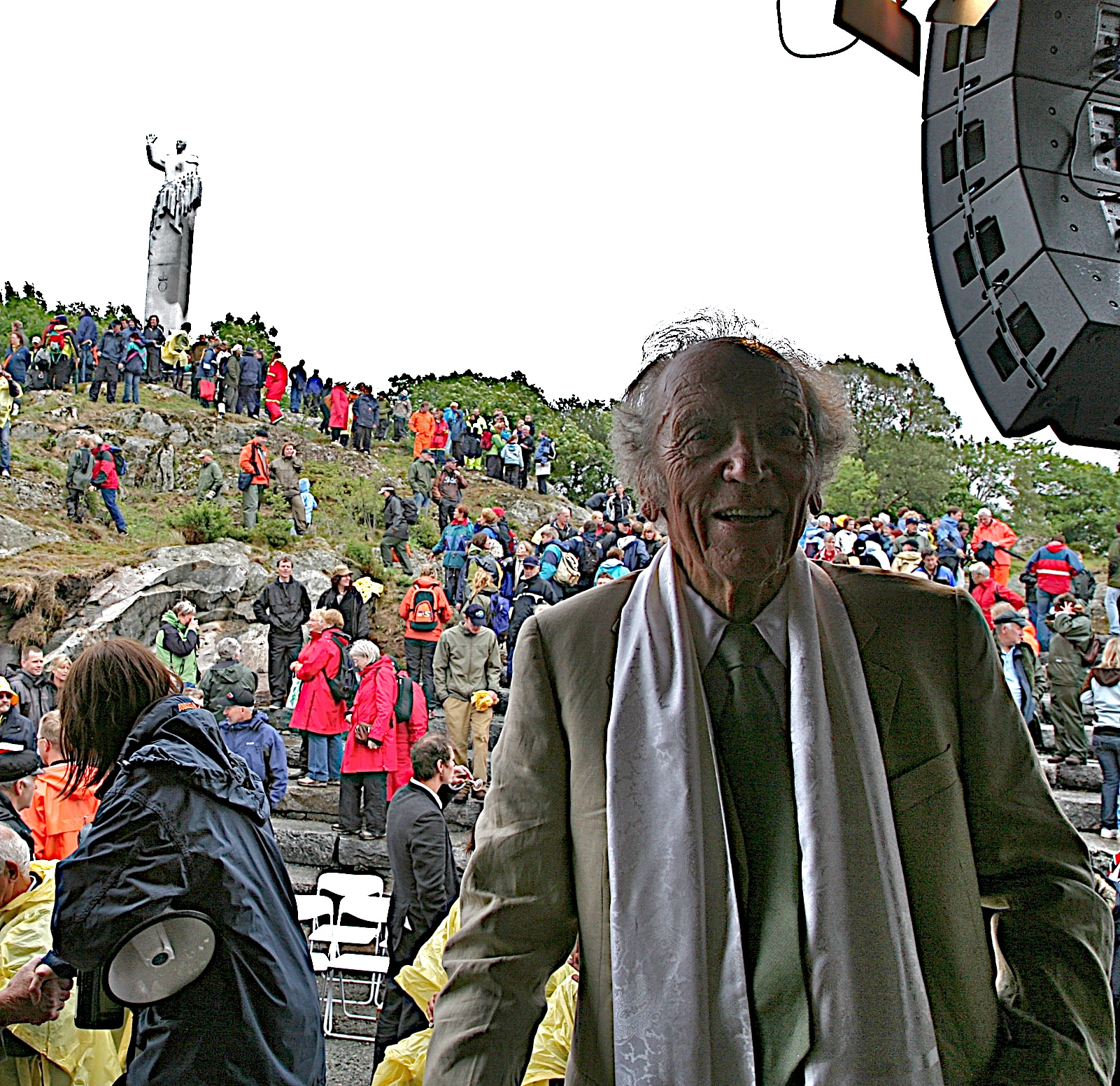
Knut Steen und im Hintergrund (links) die umstrittene Skulptur von Olav V. (2007)

Knut Johannes Steen (* 19. November 1924 in Oslo; † 22. September 2011 in Sandefjord) war ein norwegischer Bildhauer.

## Leben
Steen wurde von Per Palle Storm und Stinius Fredriksen an der Staatlichen Kunstakademie in Oslo ausgebildet. Wegen einer Tuberkulose-Erkrankung hatte Steen nur einen funktionsfähigen Lungenflügel. Während des Zweiten Weltkriegs arbeitete er deshalb als Pförtner im Osloer Unfallkrankenhaus. Steen lebte seit 1973 in Carrara (Italien). Seine Autobiographie trägt den Titel From Garbage to Marble (Vom Müll zum Marmor). 

## Werk
Steen bearbeitete im Wesentlichen Marmor. International bekannt ist seine Skulptur des norwegischen Königs Olav V. Das Auftragswerk des Osloer Bürgermeisters sollte ursprünglich vor dem Rathaus der Stadt aufgestellt werden. Dies wurde jedoch von norwegischen Politikern mit der offiziellen Begründung, „dass das Werk zu monumental sei“, verhindert. Die Statue zeigt den beim norwegischen Volk außerordentlich beliebten König in Militäruniform und mit Diktatorpose.
Der Kunsthistoriker Tommy Sørbø deutete das acht Meter hohe Werk als «Kreuzung von Dagobert Duck und Kim Il Sung». 
Die Statue befindet sich jetzt im norwegischen Gulen.
In Sandefjord steht ein Walfangmonument von Steen als rotierender Springbrunnen.
In einem Wasserfall des Flusses Begna bei Hønefoss ist seine Skulptur Oppgangssaga.